# Yorgan de Castro
Yorgan de Castro (Mindelo, 19 de dezembro de 1986) é um lutador cabo-verdiano de artes marciais mistas (MMA) que atualmente compete na categoria peso-pesado.

## Carreira no MMA

### UFC
Yorgan de Castro fez sua estreia no UFC em 5 de Outubro de 2019 no UFC 243: Whittaker vs. Adesanya contra Justin Tafa. Ele venceu a luta por nocaute com um soco no primeiro round. Esta vitória também lhe rendeu o bônus de Performance da Noite.
Estava inicialmente que Castro enfrentaria Greg Hardy em 28 de março de 2020 no UFC on ESPN: Ngannou vs. Rozenstruik. Devido à pandemia do COVID-19, o evento acabou sendo adiado. No entanto, em 9 de abril, Dana White, presidente do UFC, anunciou que este evento foi adiado e a luta acabou acontecendo em 9 de maio de 2020. Castro perdeu a luta por decisão unânime.
Castro foi brevemente ligado a uma luta dos pesos pesados em 4 de outubro de 2020 com Ben Sosoli no UFC on ESPN: Holm vs. Aldana. No entanto, Sosoli desistiu da luta no final de julho citando uma cirurgia no olho e foi substituído por Carlos Felipe. Ele perdeu a luta por decisão unânime.
Castro enfrentou Jarjis Danho em 10 de abril de 2021 no UFC on ABC 2.  Ele perdeu a luta por nocaute no primeiro round.
Em 30 de abril de 2021, foi anunciado que Castro não estaria mais no UFC.

### Pós UFC
Castro faria sua primeira aparição após sua liberação no UFC contra Rakim Cleveland em 6 de agosto de 2021 na CES 63. No entanto, Castro anunciou que havia se retirado da luta devido a problemas familiares.
Castro enfrentou Danyelle Williams em 7 de novembro de 2021 na CES 65. Ele venceu a luta por decisão unânime.

### Eagle Fighting Championship
Castro assinou um contrato de várias lutas com o Eagle Fighting Championship e estreou contra Shaun Asher em 28 de janeiro de 2022 no Eagle FC 44. Ele venceu a luta com uma guilhotina no primeiro round.
Castro encabeçou contra Júnior dos Santos em 20 de maio de 2022 no Eagle FC 47. Castro venceu a luta por nocaute técnico no terceiro round devido a uma paralisação médica após Cigano sofrer uma lesão no ombro e não poder continuar.

## Títulos e prêmios

### Artes marciais mistas
- Ultimate Fighting Championship
  - Performance da Noite (uma vez) vs. Justin Tafa[3]

## Cartel no MMA
| Cartel no MMA   |            |            |
| 12 lutas        | 9 vitórias | 3 derrotas |
| Por nocaute     | 6          | 1          |
| Por finalização | 1          | 0          |
| Por decisão     | 2          | 2          |

| Res.    | Cartel | Oponente            | Método                                   | Evento                                   | Data       | Round | Tempo | Local                    | Notas |
| ------- | ------ | ------------------- | ---------------------------------------- | ---------------------------------------- | ---------- | ----- | ----- | ------------------------ | ----- |
| Vitória | 9-3    | Júnior dos Santos   | Nocaute Técnico (lesão no ombro)         | Eagle FC 47                              | 20/05/2022 | 3     | 0:33  | Miami, Flórida           |       |
| Vitória | 8-3    | Shaun Asher         | Finalização (guilhotina)                 | Eagle FC 44                              | 28/01/2022 | 1     | 1:04  | Miami, Flórida           |       |
| Vitória | 7-3    | Danyelle Williams   | Decisão (unânime)                        | CES 65                                   | 07/11/2021 | 3     | 5:00  | Providence, Rhode Island |       |
| Derrota | 6-3    | Jarjis Danho        | Nocaute (soco)                           | UFC on ABC: Vettori vs. Holland          | 10/04/2021 | 1     | 3:02  | Las Vegas, Nevada        |       |
| Derrota | 6-2    | Carlos Felipe       | Decisão (unânime)                        | UFC on ESPN: Holm vs. Aldana             | 03/10/2020 | 3     | 5:00  | Abu Dhabi                |       |
| Derrota | 6-1    | Greg Hardy          | Decisão (unânime)                        | UFC 249: Ferguson vs. Gaethje            | 09/05/2020 | 3     | 5:00  | Jacksonville, Flórida    |       |
| Vitória | 6-0    | Justin Tafa         | Nocaute (soco)                           | UFC 243: Whittaker vs. Adesanya          | 05/10/2019 | 1     | 2:10  | Melbourne                |       |
| Vitória | 5-0    | Sanford Alton Meeks | Nocaute Técnico (chute na perna e socos) | Dana White's Contender Series - Season 3 | 18/06/2019 | 1     | 4:45  | Las Vegas, Nevada        |       |
| Vitória | 4-0    | Carlton Little Sr.  | Decisão (unânime)                        | CES MMA 54 - Andrews vs. Logan           | 19/01/2019 | 3     | 5:00  | Lincoln, Rhode Island    |       |
| Vitória | 3-0    | Ras Hylton          | Nocaute (soco)                           | NEF 36 - Battle for the Gold             | 17/11/2018 | 1     | 2:36  | Portland, Maine          |       |
| Vitória | 2-0    | David White         | Nocaute Técnico (socos)                  | CES MMA 50 - Paiva vs. Ewell             | 15/06/2018 | 3     | 2:20  | Lincoln, Rhode Island    |       |
| Vitória | 1-0    | James Dysard        | Nocaute Técnico (socos)                  | CES MMA 47 - Rebello vs. Brown           | 17/11/2017 | 1     | 0:39  | Lincoln, Rhode Island    |       |